# نانکاگوآ
نانکاگوآ (به اسپانیایی: Nancagua) یک شهرستان‌ در شیلی است که در استان کولچاگوا واقع شده‌است. نانکاگوآ ۱۱۱٫۳ کیلومتر مربع مساحت و ۱۵٬۴۰۹ نفر جمعیت دارد و ۱۹۴ متر بالاتر از سطح دریا واقع شده‌است.